# Sonja Hartl
Sonja Hartl (* 30. Juni 1967) ist eine österreichische Politikerin (SPÖ) und Architektin. Hartl war von 2004 bis 2009 Abgeordnete zum Salzburger Landtag.

## Ausbildung und Beruf
Hartl besuchte nach der Volks- und Hauptschule die Handelsakademie und legte dort die Matura ab. Sie studierte danach Architektur an der Technischen Universität Wien und erwarb den akademischen Grad Dipl.-Ing. Nach ihrem Studium arbeitete Hartl bis 2003 als Angestellte in einem Architektur-Büro in Zell am See.

## Politik
Hartl wurde 1999 in die Gemeindevertretung von Zell am See gewählt und ist seit 2004 Stadträtin für Landwirtschaft, See und Stadtgestaltung. Sie übernahm 2003 das Amt der stellvertretenden Bezirksfrauenvorsitzenden und wurde am 28. April 2004 als Abgeordnete zum Salzburger Landtag angelobt. Hartl war Bereichssprecherin für Raumordnung und Wohnen, trat jedoch bei der Landtagswahl in Salzburg 2009 nicht mehr an. Sie schied per 22. April 2009 aus dem Landtag aus.

## Privates
Hartl lebt in einer Lebensgemeinschaft und ist Mutter eines Sohnes und einer Tochter. 